# David Amsalem (politik)
David Amsalem, též Dudi Amsalem nebo Dudu Amsalem hebrejsky דוד אמסלם‎ nebo דודי אמסלם‎, * 11. srpna 1960 Jeruzalém), je izraelský politik, poslanec Knesetu za stranu Likud. Byl ministrem komunikací (2019–2020), ministrem pro kybernetické a národní digitální záležitosti (2020–2021) a ministrem regionální spolupráce (2023–).

## Biografie
Je vdovcem, má dvě děti. Žije v Ma'ale Adumim. V minulosti byl předsedou organizace strany Likud v Jeruzalémě. Pracoval po více než dvacet let na jeruzalémské radnici. Byl kritikem starosty Nira Barkata.
Ve volbách v roce 2015 byl zvolen do Knesetu za stranu Likud.
V lednu 2025 hlasoval na jednání vlády proti přijetí dohody o příměří s Hamásem.